# سبتارا (أمغراس)
سبتارا هي إحدى مشيخات المملكة المغربية، تتبع جغرافيا لإقليم الحوز وإداريًا لأمغراس. يقدر عدد سكانها بـ 1772 نسمة حسب الإحصاء الرسمي للسكان والسكنى لسنة 2004.